# Sonderhenia eucalyptorum
Sonderhenia eucalyptorum är en svampart som först beskrevs av Clifford George Hansford, och fick sitt nu gällande namn av H.J. Swart & J. Walker 1988. Sonderhenia eucalyptorum ingår i släktet Sonderhenia och familjen Mycosphaerellaceae.   Inga underarter finns listade i Catalogue of Life.